# Castello di Belmonte Calabro
Das Castello di Belmonte ist eine angioinische Burgruine im Dorf Belmonte Calabro in der italienischen Region Kalabrien. Um die Burg herum entwickelte sich das Dorf. Die Erdbeben von 1638 und 1783 trafen die Burg stark, aber bei der französischen Belagerung von Belmonte Calabro in den Jahren 1806–1807 wurde die Burg fast vollständig zerstört.
Heute befinden sich auf dem Burggelände die Gemeindebibliothek Galeazzo di Tarsia und ein Picknickgelände.

## Geschichte
Das heutige Gebiet von Belmonte Calabro gehörte bis 1269 zu Amantea. In diesem Jahr erklärte Amantea seine Treue gegenüber dem staufisch-ghibellinischen Thronprätendenten von Neapel und Sizilien, Konradin, dem Enkel von Kaiser Friedrich II.: Aus diesem Grunde sandte der guelfische Thronprätendent, Karl von Anjou, der vom Papst und vom Königreich Frankreich unterstützt wurde, den Grafen von Catanzaro, Pietro Ruffo, um die Burg zurückzuerobern. Diese widerstand der angioinischen Belagerung drei Monate lang, war aber dann zur Aufgabe gezwungen und die Mitglieder der stauferfreundlichen Partei wurden fürchterlich bestraft.
Als Konsequenz dieser Rebellion verfügte Karl von Anjou, dass aus dem Territorium von Amantea die Siedlung Santa Barbara, heute ein Ortsteil von Belmonte Calabro, ausgegliedert und auf dessen Territorium eine Burg zur Wacht über künftige Revolten errichtet würde. Er beauftragte mit dem Bau einen gewissen Drogone de Beaumont, königlicher Marschall, der ihm bei der Eroberung von Süditalien bis nach Frankreich zusammen mit seinen Brüdern gefolgt war, die alle verschwenderisch von angievinischen Monarchen entlohnt worden waren. Von dem Namen des für den Bau Verantwortlichen ist vermutlich der Name des heutigen Dorfes abgeleitet. Was die beim Bau eingesetzten Arbeitskräfte betrifft, so berichtet die Legende, dass diese sich aus 40 Bauern des Ortes Vallizzo oder Chirico Varrizzo zusammengesetzt hätten, die zwangsweise zu dieser Arbeit verpflichtet wurden. Drogone de Beaumont gründete auch eine weitere Burg gleichen Namens in der Provinz Foggia, die heute auf dem Gebiet der Gemeinde San Paolo di Civitate liegt, bevor er sich nach Griechenland begab, um das Fürstentum Achaia (den Peloponnes) zu verteidigen, nominell ebenfalls ein Territorium von Karl von Anjou.
Um die Burg begann sich schnell eine Siedlung zu entwickeln, deren anfänglicher Kern die heutige Piazza Senatore del Giudice war. Es ergaben sich einige Streitigkeiten zwischen den Bewohnern von Amantea und den neuen Bewohnern und Herren von Belmonte Calabro: Zur Klärung einiger Fragen in Bezug auf die Grenzen zwischen Belmonte Calabro und Amantea gab Johanna I. von Neapel ein Regionaldekret heraus, wonach Belmonte Calabro in das Territorium von Amantea eingeschlossen war.
Dennoch hatte Belmonte Calabro weiterhin seine Lehensnehmer und Kastellane. Ab 1443 war es das Baronat der Di Tarsias, zusammen mit den Siedlungen Santa Barbara und Annunziata, die vorher unterschiedlichen Herren gehört hatten. Vielleicht verheiratete sich Vincenzo di Tarsia 1506 in Belmonte Calabro mit Caterina del Persico; sicherlich aber musste dieser sich 1528 in dieser Burg während des zweiten französisch-spanischen Krieges (1526–1529) eines französischen Angriffs erwehren, eine Phase komplizierter Beziehungen zwischen Karl V. und Franz I. Er musste sich den Franzosen ergeben, aber am Ende des Konfliktes erhielt er als Entschädigung vom Vizekönig von Neapel, Don Philibert de Chalon, eine zehnjährige Steuerbefreiung für sich und für das Lehen Belmonte Calabro.
Auf der Burg weilte der Petrarkist Galeazzo di Tarsia, der sechste Baron von Belmonte. Trotz seines dichterischen Geistes zeichnete er sich durch schlechte Regierung und Schikanen aus, die ihn sogar in Gefangenschaft auf der Insel Stromboli brachten. 1578 wurde das Lehen an die Ravaschieris, eine reiche Familie aus Genua, verkauft. Unter ihnen wurde Belmonte Calabro 1619 zum Fürstentum erhoben. Die Familie Ravaschieri gab die Burg auf und zog in den Palazzo Ravaschieri della Torre um, der vom Gipfel des Hügels einen hervorragenden Blick auf das Meer bot. Ihnen folgten die Pinellis und die Pignatellis nach.
Die Burg wurde beim Erdbeben von 1638 stark beschädigt und nochmals stärker beim Erdbeben von 1783. Über nachfolgende Restaurierungen gibt es keine Aufzeichnungen. Die Delegation der königlichen Akademie der Wissenschaften in Neapel, die in Kalabrien nach dem zerstörerischen Erdbeben ankam, berichtete, dass

“La porta, che dall’est presta l’ingresso agli abitatori, è di momento in momento in pericolo di cadere. Il soprastante castello è nelle interne sue membra altamente magagnato; e quasi tutta la porzione superiore è in una parte ruinante, e in altra diroccata.“
(dt.: Das Tor, das den Bewohnern von Osten her Zugang gewährt, kann jeden Moment einstürzen. Die darüber liegende Burg ist in ihrem Inneren höchst mangelhaft; und fast der gesamte obere Teil ist ganz ruiniert und im Übrigen zerstört.)

Dennoch widerstanden die Bourbonen aus Belmonte Calabro etwa zwei Monate lang den Truppen Napoleons. Die Belagerung von Belmonte Calabro, die am 30. Dezember 1806 mit der Einnahme des Kapuzinerklosters begann, dauerte länger als die des benachbarten Amantea, das durch seine Burg geschützt war, aber am 7. Februar 1807 zu ehrenvollen Bedingungen kapitulierte: Belmonte Calabro wurde vermutlich erst am 17. Februar 1807 mit militärischer Gewalt eingenommen.
Dabei erlitt die Burg so große Schäden, dass sie unbewohnbar war. Bereits die Franzosen rissen nach der Einnahme einsturzgefährdete Teile ab, eine Arbeit, die nach dem Erdbeben von 1905 von der Baubehörde von Cosenza vollendet wurde. In den 1970er-Jahren wurde der Burghügel im Zuge der Erweiterung des Dorfes mit Wohnhäusern bebaut, die an die wenigen Überreste der Burg angebaut wurden. Am 16. August 1974 wurde das in die Felsen gehauene Eingangstor, also der Zugang zur Burg mit Graben und Zugbrücke, das dem des benachbarten Castello della Valle in Fiumefreddo Bruzio glich, gesprengt. An seiner Stelle wurde das heutige Rathaus errichtet und dieses Ereignis wird heute noch jedes Jahr am 16. August mit dem Fest der Ziti mit Schafsfleisch gefeiert.
Im Jahre 2000 legte die Gemeinde Belmonte Calabro in den wenigen zugänglichen Räumen der Burgruine die Gemeindebibliothek an. 2008 machte man auch den Rest des Geländes als Picknickgelände öffentlich zugänglich.

## Beschreibung

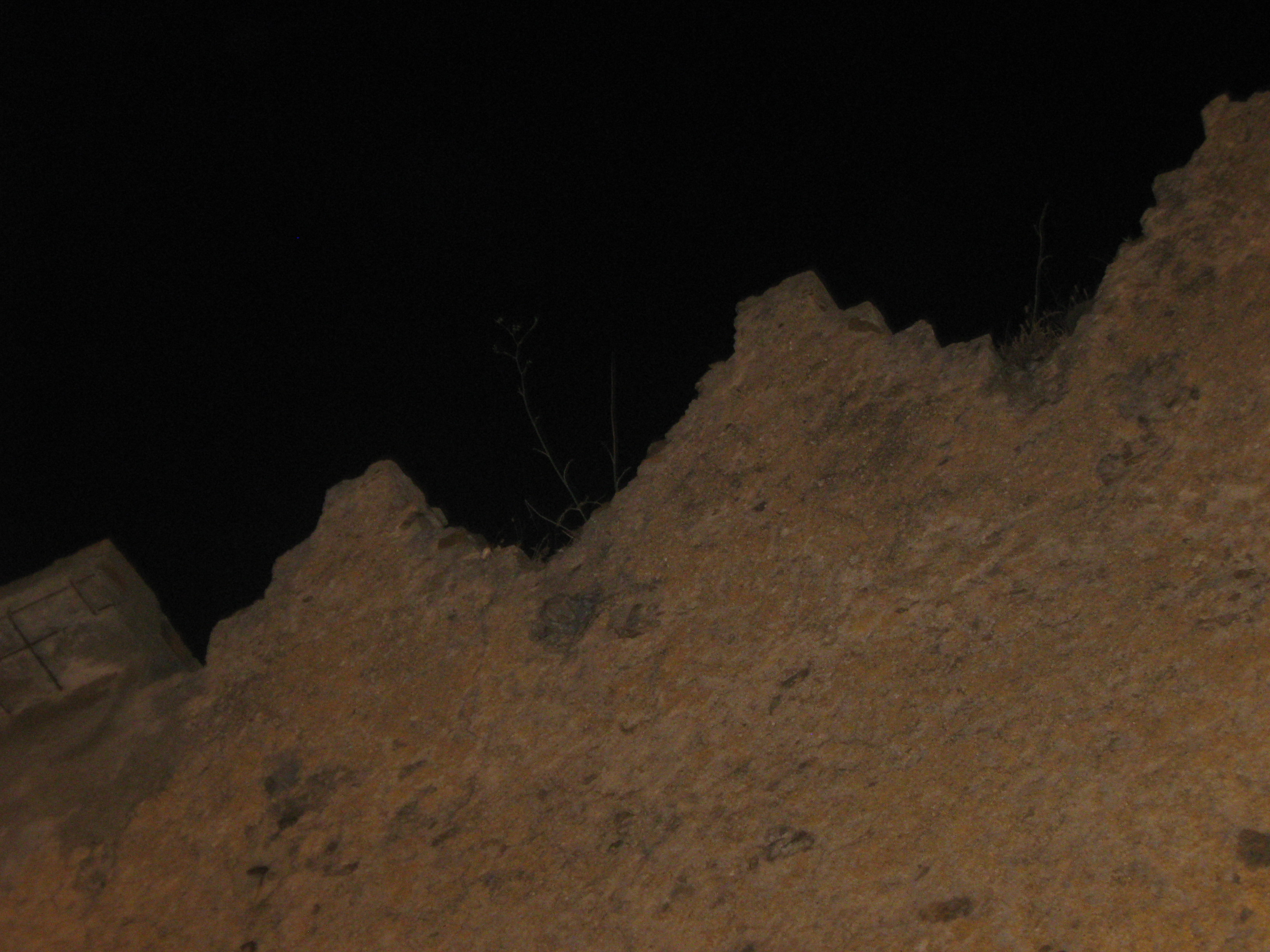
Die einzelnen Zinnen auf dem einzig erhaltenen Stück der Burgmauer in der Via IV Novembre

Heutzutage ist es schwierig, den Grundriss der ehemaligen Burg und die Lage ihrer Innenräume zu rekonstruieren. Der örtliche Historiker Gabriele Turchi nimmt an, dass es sich um einen rechteckigen Grundriss mit vier Ecktürmen handelte: In der Mitte des Rechtecks lag der Waffenplatz oder Vaglio. Der Haupteingang entsprach dem heutigen an der Piazza Galeazzo di Tarsia.
Die Nordseite der Burg, zur heutigen Via Michele Bianchi hin, ist in der dem Bericht über das Erdbeben von 1783 beigefügten Gravur der königlichen Akademie der Wissenschaften Neapel dargestellt: Sie zeigt sich als robustes Bauwerk mit Fenstern, das vermutlich im Auftrag der Barone zwischen dem 15. und dem 16. Jahrhundert modernisiert und bewohnbar gemacht und mit zwei großen Ecktürmen mit quadratischem Grundriss versehen worden war.
Der einzige erhaltene Mauerabschnitt mit Zinnen ist der zwischen der Piazza Galeazzo di Tarsia und der Via IV Novembre, der in der umgebauten Gemeindebibliothek integriert ist, direkt gegenüber der Collegiata di Santa Maria Assunta. Im Innenhof der Bibliothek kann man die Öffnung einer Regenwasserzisterne sehen. Während der Ring der Stadtmauer in verschiedenen Abschnitten gut erhalten ist und sogar fast alle angeschrägten Rundtürme intakt sind, die zur Verteidigung von Belmonte Calabro errichtet worden waren, ist von der Umfassungsmauer der Burg nur ein vernachlässigbarer Abschnitt an der Westseite erhalten geblieben. Jedenfalls ist ein Aufstieg zum Gipfel des Burghügels empfehlenswert, schon wegen des Rundblicks über das Meer und das weite Hinterland von Belmonte Calabro (das große Teile des Veri-Tals umfasst), auch weil dieser gar nicht so schwierig ist.